# 中国驻伊朗大使列表
本列表为中華民國和中華人民共和國驻伊朗历任大使名录。

## 历任中国驻伊朗大使

### 中华民国驻伊朗公使（1942年－1945年）
1920年，中华民国与卡扎尔王朝订立友好条约，建立公使级外交关系。1942年，中华民国开始派遣驻伊朗公使。1945年2月10日，驻伊朗公使馆升格为大使馆。
| 姓名   | 任命          | 到任          | 递交国书      | 免职         | 离任 | 外交衔级 | 外交职务     | 备注                   | 备注 |
| ------ | ------------- | ------------- | ------------- | ------------ | ---- | -------- | ------------ | ---------------------- | ---- |
| 李铁铮 | 1942年5月12日 | 1942年6月16日 | 1942年6月28日 | 1945年4月5日 |      | 公使     | 特命全权公使 | 兼驻伊拉克，后升任大使 |      |

### 中华民国驻伊朗大使（1945年－1971年）
1945年2月10日，中华民国驻伊朗公使馆升格为大使馆，原公使李铁铮升任大使。1971年8月17日，中华民国与伊朗断交。
| 姓名   | 任命          | 到任           | 递交国书      | 免职          | 离任           | 外交衔级           | 外交职务     | 备注       | 备注 |
| ------ | ------------- | -------------- | ------------- | ------------- | -------------- | ------------------ | ------------ | ---------- | ---- |
| 李铁铮 | 1945年4月5日  | 1945年4月5日   | 1945年5月14日 |               | 1945年10月4日  | 大使               | 特命全权大使 |            |      |
| 李金髮 | 1945年10月3日 | 1945年10月4日  |               |               | 1946年6月26日  | 一等秘书           | 临时代办     |            |      |
| 田宝齐 | 1946年6月17日 | 1946年6月26日  |               |               | 1946年9月18日  | 一等秘书           | 临时代办     |            |      |
| 郑亦同 | 1946年6月26日 | 1946年9月14日  | 1946年9月24日 |               | 1949年8月18日  | 大使               | 特命全权大使 |            |      |
| 贺之俊 | 1949年4月9日  | 1949年8月18日  |               |               | 1950年5月16日  | 一等秘书           | 临时代办     |            |      |
| 岳崙   | 1950年5月15日 | 1950年5月16日  |               |               | 1952年1月5日   | 一等秘书衔二等秘书 | 临时代办     |            |      |
| 许绍昌 | 1951年9月4日  | 1952年1月5日   |               |               | 1954年2月3日   | 参事               | 临时代办     |            |      |
| 蔡以典 | 1954年2月3日  | 1954年2月3日   |               |               | 1956年3月4日   | 一等秘书           | 临时代办     |            |      |
| 吴南如 | 1956年1月24日 | 1956年3月4日   | 1956年3月14日 | 1964年1月20日 | 1963年12月11日 | 大使               | 特命全权大使 | 兼驻科威特 |      |
| 沈觐鼎 | 1964年1月20日 | 1964年2月27日  | 1964年3月11日 | 1967年2月21日 | 1967年4月2日   | 大使               | 特命全权大使 |            |      |
| 刘荩章 | 1967年2月21日 | 1967年5月5日   | 1967年5月17日 | 1970年10月8日 |                | 大使               | 特命全权大使 |            |      |
| 吴世英 | 1970年10月8日 | 1970年12月20日 | 1971年1月3日  |               | 1971年8月16日  | 大使               | 特命全权大使 |            |      |

### 中华人民共和国驻伊朗大使（1971年至今）
1971年8月16日，中华人民共和国与伊朗建交，开派遣驻伊朗大使。
| 姓名   | 任命           | 任命           | 到任           | 递交国书       | 免职           | 免职           | 离任          | 外交衔级 | 外交职务     | 备注     |
| 姓名   | 全国人大常委会 | 主席           | 到任           | 递交国书       | 全国人大常委会 | 主席           | 离任          | 外交衔级 | 外交职务     | 备注     |
| ------ | -------------- | -------------- | -------------- | -------------- | -------------- | -------------- | ------------- | -------- | ------------ | -------- |
| 王景融 | 不適用         | 不適用         | 1971年10月3日  | 1971年10月4日  | 不適用         | 不適用         | 1972年3月17日 | 参赞     | 临时代办     | 筹备开馆 |
| 陈辛仁 | 不適用         | 不適用         | 1972年3月17日  | 1972年4月4日   | 不適用         | 不適用         | 1974年11月1日 | 大使     | 特命全权大使 |          |
| 郝德青 | 不適用         | 不適用         | 1974年12月13日 | 1974年12月28日 | 1977年10月24日 | 不適用         | 1977年1月15日 | 大使     | 特命全权大使 |          |
| 焦若愚 | 1977年10月24日 | 不適用         | 1977年5月27日  | 1977年6月9日   | 1979年9月13日  | 不適用         | 1979年8月30日 | 大使     | 特命全权大使 |          |
| 庄焰   | 1979年11月29日 | 不適用         | 1980年4月3日   | 1980年4月27日  | 1982年11月19日 | 不適用         | 1982年12月    | 大使     | 特命全权大使 |          |
| 樊作楷 | 1982年11月19日 | 不適用         | 1983年3月10日  | 1983年4月12日  | 1985年9月6日   | 1986年2月19日  | 1986年1月29日 | 大使     | 特命全权大使 |          |
| 王本祚 | 1985年9月6日   | 1986年2月19日  | 1986年3月4日   | 1986年4月14日  | 1991年3月2日   | 1991年6月7日   | 1991年6月     | 大使     | 特命全权大使 |          |
| 华黎明 | 1991年3月2日   | 1991年6月7日   | 1991年6月8日   | 1991年6月18日  | 1995年8月29日  | 1995年12月15日 | 1995年10月    | 大使     | 特命全权大使 |          |
| 王世杰 | 1995年8月29日  | 1995年12月15日 | 1995年11月     |                | 1999年4月29日  | 1999年8月13日  | 1999年6月     | 大使     | 特命全权大使 |          |
| 孙必干 | 1999年4月29日  | 1999年8月13日  | 1999年8月      | 1999年8月31日  |                | 2002年12月9日  | 2002年10月    | 大使     | 特命全权大使 |          |
| 刘振堂 |                | 2002年12月9日  | 2002年11月     |                | 2007年6月29日  | 2007年12月6日  | 2007年10月    | 大使     | 特命全权大使 |          |
| 解晓岩 | 2007年6月29日  | 2007年12月6日  | 2007年11月     | 2007年12月23日 | 2010年6月25日  | 2011年1月12日  | 2010年12月    | 大使     | 特命全权大使 |          |
| 郁红阳 | 2010年6月25日  | 2011年1月12日  | 2010年12月30日 | 2011年3月1日   | 2014年2月27日  | 2014年4月29日  | 2014年4月     | 大使     | 特命全权大使 |          |
| 庞森   | 2014年2月27日  | 2014年4月29日  | 2014年6月10日  | 2014年6月23日  | 2019年2月27日  | 2019年7月4日   | 2019年5月     | 大使     | 特命全权大使 |          |
| 常华   | 2019年2月27日  | 2019年7月4日   | 2019年6月11日  | 2019年6月17日  |                | 2024年5月14日  | 2024年4月     | 大使     | 特命全权大使 |          |
| 丛培武 |                | 2024年5月14日  | 2024年5月10日  | 2024年7月1日   | 现任           |                |               | 大使     | 特命全权大使 |          |